# Жванець (річка)
Жванець — річка в Україні, у  Чортківському районі Тернопільської області, ліва притока Бариша (басейн Дністра).

## Опис
Довжина річки приблизно 5 км. Висота витоку над рівнем моря — 362 м, висота гирла — 332 м, падіння річки — 30 м, похил річки — 6,0 м/км. Формується з багатьох безіменних струмків.

## Розташування
Бере початок на південно-західній стороні від села Соколів. Тече переважно на південний захід через село Млинки і на південно-західній стороні від села Рублин впадає в річку Бариш, ліву притоку Дністра.